# Ель-Посуело (Куенка)
Ель-Посуело (ісп. El Pozuelo) — муніципалітет в Іспанії, у складі автономної спільноти Кастилія-Ла-Манча, у провінції Куенка. Населення — 92 особи (2010).
Муніципалітет розташований на відстані близько 120 км на схід від Мадрида, 60 км на північ від Куенки.

## Демографія
Динаміка населення (INE ):